# 핫 퍼슈트 (2015년 영화)
《핫 퍼슈트》(영어: Hot Pursuit)는 미국에서 제작된 앤 플레처 감독의 2015년 액션 코미디 영화이다. 리스 위더스푼, 소피아 베르가라 등이 출연하였고, 데이나 폭스 등이 제작에 참여하였다.

## 줄거리
샌안토니오 경찰서 소속 로즈는 고지식하고 사명감이 투철한 경관이다.
어느 날 로즈는 자동차 보조석 자리를 맡으려고 할 때 외치는 말인 "샷건!" 소리를 오인하여 술을 들고 있던 시장 아들에게 테이저를 쏴서 몸에 불을 지르는 사고를 치고 증거물 보관실로 좌천된다.
그러나 에밋 경감은 비밀리에 로즈에게 연방 보안관 잭슨과 함께 펠리페이 리바와 아내 대니엘라를 보호하는 임무를 맡긴다. 이들 부부는 마약 카르텔 두목 비센테이 코테즈에게 불리한 증언을 할 예정이다. 
그러나 리바가에 암살범이 동시에 두 팀이나 침입하여 잭슨과 펠리페이가 살해되고, 로즈는 대니엘라를 데리고 나온다. 곧 동료 딕슨과 하우저 형사가 나타나 대니엘라를 인계 받으려고 하는데, 앞서 암살범 한 명의 손목에서 롱혼 문신을 훔쳐봤던 로즈는 이들이 암살범 패거리 중 하나라는 걸 깨닫는다.
딕슨과 하우저에게서 도망친 로즈와 대니엘라는 대니엘라가 혼자서라도 증언을 할 수 있게 댈러스로 향한다. 로즈는 경찰로부터 연방 보안관을 살해한 탈주범으로 간주되는데...

## 출연
- 리스 위더스푼 - 로즈 쿠퍼 경관 역
- 소피아 베르가라 - 대니엘라 리바 역
- 로버트 커진스키 - 랜디 역
- 매슈 델네그로 - 하우저 형사 역
- 마이클 모즐리 - 딕슨 형사 역
- 리처드 T. 존스 - 잭슨 연방 보안관 역
- 호아킨 코시오 - 비센테이 코테즈 역
- 존 캐럴 린치 - 에밋 경감 역
- 짐 개피건 - 레드 역
- 마이크 버비글리아 - 스티브 역
- 빈센트 러레스카 - 펠리페이 리바 역
- 에발루나 몬타네르 - 테리사 코테즈 역

## 기타 제작진
- 세트: 칼라 커리
- 의상: 캐서린 마리 토머스